# 巴拉丰达
巴拉丰达是巴西南大河州的一个市镇。总面积60.033平方公里，总人口2338人，人口密度38.9人/平方公里。